# El Rivet
El Paratge del Rivet és un Paratge Natural Municipal del municipi valencià de Benassal (Alt Maestrat). Declarat per Acord de la Generalitat Valenciana el 4 de març de 2005.

## Orografia i paisatge
Està enclavat entre les impressionants muntanyes del Maestrat, un immens paisatge de moles i barrancs per on circulen encaixats rius i rambles. Destacar que està situat en les proximitats de l'històric balneari d'En Segures, a uns 900 metres d'altitud.

## Flora
El Rivet constitueix una esplèndida mostra de bosc de roure valencià. Aquest tipus de bosc en altres temps cobria grans extensions del territori del País Valencià, però en l'actualitat només és possible trobar-lo en un reduït nombre d'enclavaments. Si a això afegim el fet que el bosc del Rivet el formen exemplars de grans roures, fins al punt que dos d'aquests roures mereixen la consideració d'arbres monumentals.
Però no només es troben roures al bosc del Rivet. Exemplars d'alzina, una de les quals també mereixeria la consideració d'arbre monumental, un exemplar d'heura de grans dimensions, i espècies de violes d'olor, onagra, i exemplars d'Herba fetgera (Hepatica nobilis) i d'algunes orquídies formen el seguici florístic del bosc, i revesteixen gran interés per a la conservació pel fet de ser moltes d'elles endèmiques de l'àmbit iber i llevantí. També cal destacar-ne la presència de Succisa prantensis i de Listerata ovata, espècies totes dues relictes de la flora eurosiberiana i testimonis vius d'altres èpoques de clima més fred. Aquestes dues espècies són responsables de l'interés que va provocar la declaració de la Microreserva de flora del Rivet, de 2,4 ha, que resta inclosa en aquest paratge natural.